# Kalklungmossa
Kalklungmossa (Marchantia quadrata) är en art av levermossor i släktet Marchantia och familjen Marchantiaceae. Den beskrevs av Giovanni Antonio Scopoli.

## Beskrivning
Kalklungmossan har en bladaktigt utbredd bål och liknar den vanliga lungmossan (Marchantia polymorpha), men är mindre och skiljer sig dessutom från denna genom att ha halvklotformade eller svagt fyrkantiga sporogonställningar. Den saknar även de groddkornsskålar som lungmossan har. Kalklungmossan kan även förväxlas med slät rutlungmossa (Conocephalum conicum) och vågig rutlungmossa (Conocephalum salebrosum).

## Utbredning
Kalklungmossans utbredningsområde är främst på norra halvklotet från Arktis till omkring 40:e breddgraden; den återfinns i stora delar av Europa, Asien och Nordamerika, samt vidare i Bolivia, Uruguay, New South Wales och Hawaii. I Norden är den vanlig på fuktig kalkjord, i kalkblekekärr och i fuktiga kalkbranter i fjällen, upp till lågfjällbältets övre del.
IUCN betraktar arten som livskraftig (LC).

## Namn
Det vetenskapliga namnet Marchantia är uppkallat efter Nicholas Marchant (död 1678), trädgårdsmästare hos hertig Gaston av Orleans. Artepitetet quadrata betyder 'kvadratisk'. Det synonyma släktesnamnet Preissia är uppkallat efter den österrikiske botanikern Balthazar Preiss (1765–1850), professor i Prag.